# Clathrina sinusarabica
Clathrina sinusarabica är en svampdjursart som beskrevs av Klautau och Valentine 2003. Clathrina sinusarabica ingår i släktet Clathrina och familjen Clathrinidae. Inga underarter finns listade i Catalogue of Life.